# توم بيرينجر
توم بيرينجر (بالإنجليزية: Tom Berenger)‏ مواليد 31 مايو 1949 في شيكاغو، الولايات المتحدة، هو ممثل أمريكي بدأ مسيرته الفنية عام 1968. هو أيضا منتج، كاتب تلفزيوني. كما أنه من الفائزين بجائزة إيمي وجائزة غولدن غلوب.

## الأعمال

### أفلام
- البرد الكبير
- فصيلة
- ولد في الرابع من يوليو
- يوم التدريب
- دي توكس
- ازدراع

## روابط خارجية
- توم بيرينجر على موقع IMDb (الإنجليزية)
- توم بيرينجر على موقع روتن توميتوز (الإنجليزية)
- توم بيرينجر على موقع مونزينجر (الألمانية)
- توم بيرينجر على موقع ألو سيني (الفرنسية)
- توم بيرينجر على موقع تيرنر كلاسيك موفيز (الإنجليزية)
- توم بيرينجر على موقع أول موفي (الإنجليزية)
- توم بيرينجر على موقع قاعدة بيانات الأفلام السويدية (السويدية)
- توم بيرينجر على موقع إن إن دي بي (الإنجليزية)
- توم بيرينجر على موقع قاعدة بيانات الفيلم (الإنجليزية)
- توم بيرينجر على موقع كينوبويسك (الروسية)